# Barbara Petrozolin-Skowrońska
Barbara Anna Petrozolin-Skowrońska (ur. 24 lipca 1937 w Warszawie, zm. 22 października 2023 tamże) – polska historyczka, encyklopedystka, wydawczyni, varsavianistka, redaktorka naczelna Encyklopedii PWN (1990–1997).

## Życiorys
Barbara Petrozolin-Skowrońska uczyła się w Warszawie. Ukończyła liceum im. Marii Skłodowskiej-Curie (1954). W latach 1955–1961 studiowała historię na Uniwersytecie Warszawskim. Odbyła tamże studia doktoranckie (1962–1966), specjalizacja: historia prasy, historia polskiej inteligencji XIX/XX w.
W latach 1966–1990 była redaktorką encyklopedii PWN. Autorka haseł Wielkiej encyklopedii powszechnej PWN. W encyklopediach uniwersalnych PWN z lat 70. i 80. była autorką haseł i redaktorką działów: historia Polski XIX w. oraz historia prasy. Od 1990 do 1997 była redaktorką naczelną Encyklopedii PWN. Wydała m.in. Encyklopedię Warszawy (1994, supl. 1996) oraz Nową encyklopedię powszechną (t. 1-6, 1995–1996, supl. 1997). Od 2002 była zastępczynią redaktora naczelnego magazynu „Wydawca”, redagowała cykl „Ludzie Polskiej Książki” (ok. 200 sylwetek opisanych do października 2023). Na polu m.in. wydawniczym i edytorskim współpracowała wielokrotnie z Janem Kofmanem, Bohdanem Butenko, Olchą Sikorską, Andrzejem Paczkowskim.   
Interesowała się historią prasy i wydawnictw, zainicjowała wydanie Katalogu niepublikowanych prac poświęconych historii polskiego ruchu wydawniczego. Pisała o powstaniu styczniowym (m.in. książkę Przed tą nocą) oraz o historii polskiej inteligencji (m.in. nagrodzoną biografię Tytusa Chałubińskiego). Publikowała artykuły o liberalizmie polskim, o inteligencji polskiej (m.in. o Edwardzie Jurgensie, Aleksandrze Świętochowskim, Narcyzie Żmichowskiej) oraz o prasie historycznej (m.in. o czasopiśmie „Sfinks”). Związana z Pracownią Dziejów Inteligencji Instytutu Historii PAN. 
Zajmowała się działalnością popularnonaukową i eseistyczną, publikując w takich czasopismach jak: „Kultura”, „Literatura”, „Przegląd Katolicki”, „Mówią Wieki”, „Tatry”, „Nowe Książki". W latach 1973–1981 współpracowała z Polskim Radiem, gdzie między innymi zainicjowała cykl „Radiowe Portrety Polaków”. W 2021 r.  Program 1 wyemitował jej słuchowisko „Wybór” w reżyserii Marii Marcinkiewicz-Górnej (Obsada: Andrzej Ferenc, Dorota Landowska, Paweł Pabisiak, Krzysztof Szczepaniak, Justyna Kowalska, Radomir Rospondek). 
W latach 1970–2023 należała do Polskiego Towarzystwa Wydawców Książek (PTWK) – członkini Zarządu Koła PTWK w PWN (1972–1982), Zarządu Głównego (1980–1984, 1988), Prezydium ZG PTWK (1988–1992, 1996–2005), przewodnicząca Komisji Historycznej (1982–2013) oraz Sekretarz Generalna PTWK (2000–2005). Członkini Stowarzyszenia Dziennikarzy Polskich (od 1978), Towarzystwa Miłośników Historii (od 1980, w Zarządzie w latach 1996–2001), Towarzystwa Przyjaciół Warszawy (od 1995, wiceprezeska Oddziału Powiśle, przewodnicząca Komisji Historycznej), Stowarzyszenia Otwarta Rzeczpospolita.
Mieszkała na Saskiej Kępie. Matka Krzysztofa Skowrońskiego. Żona Andrzeja Skowrońskiego. Pochowana na Cmentarzu Powązkowskim w Warszawie.

## Odznaczenia
- 2011 – Krzyż Kawalerski Orderu Odrodzenia Polski „za wybitne zasługi w działalności na rzecz upowszechniania kultury polskiej, za osiągnięcia w pracy wydawniczej”[23]
- 2022 – Medal Stulecia Odzyskanej Niepodległości[24]
- 2023 – Krzyż Oficerski Orderu Odrodzenia Polski „za wybitne zasługi w działalności popularnonaukowej i eseistycznej, za popularyzowanie dziejów prasy polskiej” (pośmiertnie)[25][26]
- Srebrny Krzyż Zasługi[1]
- Odznaka „Zasłużony Działacz Kultury”[1]
- Odznaka honorowa „Zasłużony dla Kultury Polskiej”[1]
- Medal Komisji Edukacji Narodowej[1]
- Zasłużony dla Warszawy[1]
- 2009 – Srebrny Medal „Zasłużony Kulturze Gloria Artis”[27]
- Medal 400-lecia Stołeczności Warszawy[1]

## Publikacje książkowe
- „Inteligencja Warszawy przed powstaniem styczniowym", w: Inteligencja polska XIX i XX w., red. Ryszarda Czepulis-Rastenis, t.4, IH PAN/PWN, Warszawa 1985.
- Nieświeskie wspomnienia (Stowarzyszenie Nieświeżan, t. I, 1999, t. II Łośgraf 2004).
- Przed tą nocą (IW Pax 1988, wyd. 2, PWN 1997), w 2013 pod zmienionym tytułem Przed nocą styczniową (Zysk i s-ka 2013).
- Chałubiński. Portret lekarza z Tatrami w tle (Łośgraf 2003 – wydanie sygnalne), wyd. 2 pt. Król Tatr z Mokotowskiej 8. Portret Doktora Tytusa Chałubińskiego (Iskry 2005, 2011).
- Zofia Wóycicka. Szkic do portretu (Oddział Powiśle TPW, 2013).
- „Trzy pokolenia Polek: matka, córka, wnuczka w pracy i walce o wolną, niepodległą Polskę (sukcesy, porażki i klęski)" [w:] Zofia Chyra-Rolicz i Teresa Kulak (red.), Sukcesy i porażki. Historyczny kontekst kobiecych dążeń do samorealizacji (od XII do XXI wieku). Zbiór studiów, Siedlce, Wydawnictwo Naukowe Uniwersytetu Przyrodniczo-Humanistycznego w Siedlcach, 2020.